# Abebe Wakgira
Abebe Wakgira (* 21. Oktober 1921 in Borena, Oromia; † nach 1960) war ein äthiopischer Marathonläufer.
Beim Marathon der Olympischen Spiele 1960 in Rom, den sein Landsmann Abebe Bikila als erster Äthiopier gewann, wurde er Siebter mit seiner persönlichen Bestzeit von 2:21:10 h.